# Greip (satélite)
Greip (pronunciado [ˈɡreɪp] "grape"), o Saturno LI (designación provisional S/2006 S 4), es un satélite natural de Saturno. Su descubrimiento fue anunciado por Scott S. Sheppard, David C. Jewitt, Jan Kleyna, y Brian G. Marsden el 26 de junio de 2006, mediante observaciones tomadas entre el 5 de enero y el 1 de mayo de 2006.
Greip tiene cerca de 6 kilómetros de diámetro, y orbita a Saturno a una distancia media de 18 066 000 km en 906,556 días, con una inclinación de 172.7° a la eclíptica (159.2° al ecuador de Saturno), en una dirección retrógrada y con una excentricidad de 0,3735.
Fue nombrado como Greip, un gigante de la mitología nórdica